# Carlos Capriotti
Carlos Capriotti (Santa Adélia, 5 de abril de 1918 – Carapicuíba, 12 de novembro de 1989) foi um político, líder comunitário e escriturário paulista, lembrado por seu papel fundamental na história da região oeste da Grande São Paulo, especialmente na luta pela emancipação de Carapicuíba, além de ter exercido mandato como prefeito da cidade de Barueri.

## Biografia
Filho do casal de imigrantes italianos Giuseppe Capriotti e Bárbara Hypólito Capriotti, Carlos radicou-se em Santa Adélia, no interior de São Paulo, onde exerceu a profissão de escriturário. Casou-se em 10 de setembro de 1939 com Dirce Arnold Capriotti e tiveram três filhos: Marisa, Carlos Bernardo e Lygia. Por volta de 1942, mudou-se para o então distrito de Carapicuíba. Desde cedo, engajou-se nas causas da comunidade local, destacando-se como uma das principais lideranças populares da região.

## Carreira política
Em 24 de dezembro de 1948, o governador Adhemar de Barros sancionou a Lei Estadual nº 233, que criou o distrito de Carapicuíba, subordinado ao recém-criado município de Barueri. Esse movimento levou diversas figuras carapicuibanas à política de Barueri, como Carlos Capriotti, João Acácio de Almeida (futuro prefeito de ambas as cidades), Antonio Faustino dos Santos, Amos Meucci, entre outros. Cada vez mais envolvido na política regional, Capriotti lançou-se candidato a vereador nas eleições municipais de 1952, pelo Partido Social Democrático (PSD), sendo eleito com 136 votos. Durante seu mandato, apresentou importantes projetos voltados ao desenvolvimento de Carapicuíba, como o Projeto de Lei nº 234, de 16 de março de 1954, que autorizava o Executivo a conceder um auxílio de Cr$ 20.000,00 (vinte mil cruzeiros) à União Cívica e Cultural de Carapicuíba.

### Eleição como prefeito
Em 1961, concorreu à prefeitura de Barueri em uma eleição polarizada por candidatos carapicuibanos, entre eles Nagib Salem (PL); Jorge Julian (PTN), Antônio Faustino dos Santos (PSB), além dos ex-prefeitos Nestor de Camargo Oliveira (PDC) e Adonay de Almeida Sylos (PSP). Apoiado pelo então prefeito João Acácio de Almeida, Capriotti venceu o pleito, tomando posse em 26 de março de 1961. Durante seu mandato, Barueri deu um passo decisivo em sua trajetória de autonomia político-administrativa-júridica. A comarca de Barueri, criada pela Lei Estadual nº 5.121, de 31 de dezembro de 1958, foi oficialmente instalada apenas em 1964, sob sua gestão. A cerimônia de inauguração ocorreu em 8 de dezembro de 1964, no primeiro andar da antiga prefeitura. Estiveram presentes diversas autoridades, entre elas: o governador Adhemar de Barros, o prefeito Carlos Capriotti, o presidente da Câmara Municipal, Wagih Sales Nemer, e o Dr. Nelson da Fonseca, primeiro juiz da comarca.

### Emancipação de Carapicuíba
Ainda durante seu mandato, o movimento de emancipação de Carapicuíba ganhou impulso decisivo. Capriotti apoiou ativamente o plebiscito popular realizado em 9 de dezembro de 1963, no qual a maioria da população votou a favor do desmembramento do distrito. O processo culminou com a promulgação da Lei Estadual nº 8.092, de 28 de fevereiro de 1964, que criou oficialmente o município de Carapicuíba. A instalação da nova cidade ocorreu em 26 de março de 1965, logo após o término de sua gestão como prefeito de Barueri.

## Pós prefeitura e eleições em Carapicuíba
Após deixar a prefeitura de Barueri em 25 de março de 1965, Carlos Capriotti passou a se envolver mais diretamente com a política de Carapicuíba, município pelo qual sempre teve forte ligação. Em 1973, foi nomeado assessor do então prefeito João Acácio de Almeida, exercendo a função durante toda a gestão, que se estendeu até 1977. Nesse período, Capriotti colocou sua experiência administrativa a serviço da nova cidade, contribuindo com a organização institucional e o fortalecimento das políticas públicas municipais.

### Candidatura a prefeitura
Em 15 de novembro de 1976, a população de Carapicuíba compareceu às urnas para eleger o sucessor do prefeito João Acácio de Almeida. Em vigor no país o sistema bipartidário, Carlos Capriotti filiou-se ao partido governista ARENA e, apoiado pela gestão atual, lançou-se candidato ao pleito. Seu principal adversário foi o ex-prefeito Antônio Faustino dos Santos, do MDB. Também concorreram Luiz Carlos Neves (MDB), Sebastião Ferreira Dias (ARENA), Ordem Abrahão de Moura (ARENA) e Severino Pereira de Souza (MDB). Ao final da apuração, foi eleito o oposicionista Antônio Faustino dos Santos, que obteve 40,05% dos votos válidos, contra 13,46% conquistados por Capriotti.

#### Nova derrota
O bipartidarismo foi extinto no Brasil pela Lei nº 6.767, de 20 de dezembro de 1979. Com o fim do ARENA, a maioria de seus membros migrou para o recém-criado Partido Democrático Social (PDS), entre eles Carlos Capriotti. Candidato novamente nas eleições de 1982, Capriotti foi derrotado, com o povo carapicuibano elegendo Luiz Carlos Neves, do PMDB. Capriotti terminou em sexto lugar, obtendo 6,25% dos votos válidos. 

## Falecimento
Carlos Capriotti faleceu em Carapicuíba no dia 12 de novembro de 1989, aos 71 anos, deixando um legado de participação política, liderança comunitária e contribuição histórica para a região.

## Homenagens
Embora nunca tenha exercido mandato como prefeito de Carapicuíba, Capriotti é amplamente reconhecido como uma figura essencial em sua história. Sua dedicação à autonomia da região lhe rendeu diversas homenagens póstumas. Um importante bairro da cidade, a Vila Capriotti, leva seu nome. Já a Rua Bárbara Hipólito Capriotti, localizada no bairro Cidade Ariston, homenageia sua mãe — uma forma simbólica de manter viva a memória da família Capriotti na cidade que ajudaram a fundar.